# Rhabinopteryx subtilis
Rhabinopteryx subtilis là một loài bướm đêm thuộc họ Noctuidae. Loài này có ở Maroc dọc theo miền bắc African bờ biển của Địa Trung Hải (bao gồm Malta) tới Ai Cập, bán đảo Arabian, Iraq, Iran và Israel.
Con trưởng thành bay từ tháng 2 đến tháng 4. Có một lứa một năm.
Ấu trùng ăn Plantago albicans.